# إزالة الضغط عن العمود الفقري

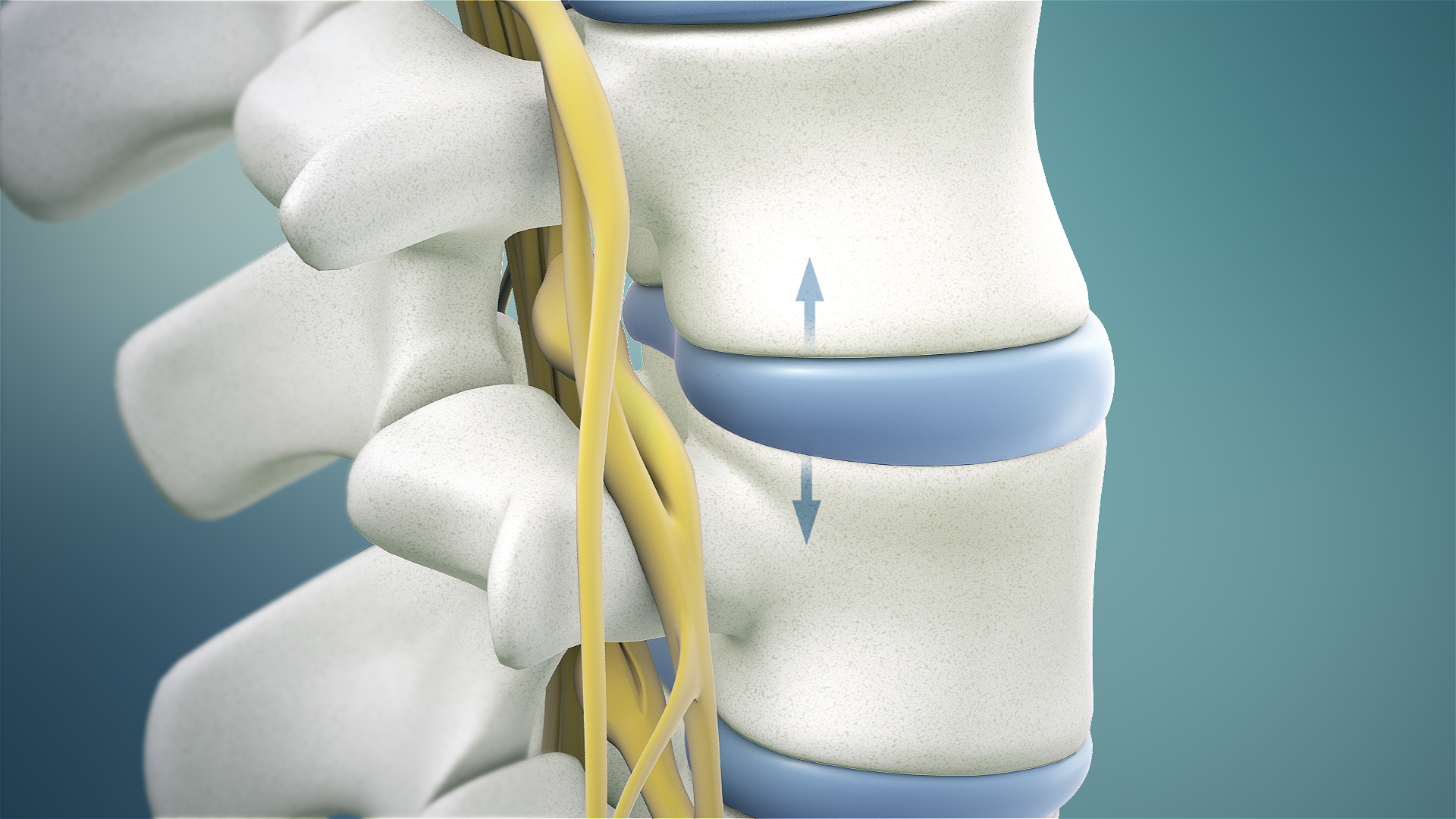
إزالة الضغط عن العمود الفقري هو إجراء يُستخدم لتقليل الضغط الواقع على الحبل الشوكي.

إزالة الضغط عن العمود الفقري (بالإنجليزية: Spinal decompression) هو تخفيف الضغط الواقع على الحبل الشوكي أو على واحد أو أكثر من الجذور العصبية المضغوطة التي تمر عبر العمود الفقري أو تخرج منه.
ويُعد تخفيف الضغط عن العناصر العصبية الشوكية مكونًا أساسيًا في علاج الاعتلال الجذري الشوكي، والاعتلال النخاعي، والعرج العصبي.

## الوسائل الجراحية

### فك الضغط عن الجذور العصبية
عندما يُضغط جذر عصبي شوكي واحد، فإن النتيجة السريرية تُعرف باسم الاعتلال الجذري، وغالبًا ما تُسمى الحالة بناءً على الجذر العصبي المتأثر؛ فعلى سبيل المثال، يُشخّص الضغط على الجذر العصبي الخارج من العمود الفقري أسفل الجدعة العظمية الجانبية اليسرى للفقرة القَطَنية الخامسة باسم: "اعتلال الجذر العصبي للفقرة القطنية الخامسة اليسري".
أما الاستئصال الدقيق للغضروف أو ما يُعرف أيضًا باسم إزالة الضغط الدقيق، فهو جراحة طفيفة التوغل، يُزال فيه جزء من النواة اللبية المنفتقة  باستخدام أداة جراحية،  ويهدف هذا الإجراء إلى تخفيف الضغط وتقليل التفاعل الالتهابي الموضعي حول الجذر العصبي الناتج عن انفتاق النواة اللبية.

### فك الضغط عن الحبل الشوكي أو عن ذَنَب الفَرَس
استئصال الصفيحة الفقرية هو إجراء جراحي مفتوح أو محدود التوغل، يُزال فيه جزء من القوس الخلفية للفقرات أو الأربطة الشوكية، بهدف تخفيف الضغط عن محتويات القناة الشوكية. عادةً ما يُجرى هذا الإجراء عندما تكون هناك حاجة لتخفيف الضغط عن أكثر من جذر عصبي واحد.
في العمود الفقري القطني، يُستخدم هذا الإجراء بشكل شائع لعلاج العرج العصبي الشوكي الناتج عن تضيق القناة الشوكية، ويُعتبر – استنادًا إلى الأدلة العلمية الحالية – العلاج الأكثر فعالية لهذه الحالة.
أما في العمود الفقري العنقي والصّدري، فيُستخدم لعلاج الاعتلال النخاعي الناتج عن ضغط مباشر على الحبل الشوكي ذاته.

## الوسائل غير الجراحية

### العلاج الطبيعي
يُقدَّم الشد الفقري كوسيلة غير جراحية لفك الضغط عن العمود الفقري، وقد أظهرت مراجعة منهجية وتحليل شمولي نُشرت عام 2021 أن العلاج الطبيعي يُعد وسيلة فعالة في التعامل مع الانزلاق الغضروفي القطني؛ إلا أن الدراسة لم تتمكن من تحديد مصدر تخفيف الألم الذي أبلغ عنه المرضى.

### الشد الميكانيكي
أظهرت الدراسات أن الشد الميكانيكي لإزالة الضغط يُعد أكثر فعالية من العلاج الطبيعي التقليدي على المدى القصير (عدة أسابيع)، ولكن ليس في جميع الدراسات طويلة المدى (أكثر من 6 أشهر).

### استئصال نسيج النواة اللبية
هو إجراء يُزال فيه جزء من نسيج النواة اللبية باستخدام جهاز تردد راديوي ثنائي القطب. ويُساهم هذا الإجراء في تقليل الألم وتحسين الحركة لدى المرضى، وهو إجراء طفيف التوغل ويتميز بانخفاض معدل المضاعفات.